# ماهر السید
ماهر السید (عربی: ماهر السيد؛ زادهٔ ۱۳ مارس ۱۹۷۹) یک ورزشکار اهل فلسطین است.
از باشگاه‌هایی که در آن بازی کرده‌است می‌توان به باشگاه ورزشی الوحده سوریه، و الجیش سوریه، باشگاه ورزشی النصر کویت، باشگاه ورزشی الوحده سوریه، و الجیش سوریه، باشگاه فوتبال الشرطه دمشق، باشگاه ورزشی الوحده سوریه، و تیم ملی فوتبال سوریه اشاره کرد.
وی همچنین در تیم ملی فوتبال سوریه بازی کرده است.